# NGC 857
NGC 857 је лентикуларна галаксија у сазвежђу Пећ која се налази на NGC листи објеката дубоког неба.
Деклинација објекта је - 31° 56' 40" а ректасцензија 2h 12m 37,0s. Привидна величина (магнитуда) објекта NGC 857 износи 12,4 а фотографска магнитуда 13,4. NGC 857 је још познат и под ознакама ESO 415-6, MCG -5-6-8, PGC 8455.